# Lee Chatametikool
 (janvier 2025).
La mise en forme du texte ne suit pas les recommandations de Wikipédia : il faut le « wikifier ».
Les points d'amélioration suivants sont les cas les plus fréquents :
- Les titres sont pré-formatés par le logiciel. Ils ne sont ni en capitales, ni en gras.
- Le texte ne doit pas être écrit en capitales (les noms de famille non plus), ni en gras, ni en italique, ni en « petit »…
- Le gras n'est utilisé que pour surligner le titre de l'article dans l'introduction, une seule fois.
- L'italique est rarement utilisé : mots en langue étrangère, titres d'œuvres, noms de bateaux, etc.
- Les citations ne sont pas en italique mais en corps de texte normal. Elles sont entourées par des guillemets français : « et ».
- Les listes à puces sont à éviter, des paragraphes rédigés étant largement préférés. Les tableaux sont à réserver à la présentation de données structurées (résultats, etc.).
- Les appels de note de bas de page (petits chiffres en exposant, introduits par l'outil «  Source ») sont à placer entre la fin de phrase et le point final[comme ça].
- Les liens internes (vers d'autres articles de Wikipédia) sont à choisir avec parcimonie. Créez des liens vers des articles approfondissant le sujet. Les termes génériques sans rapport avec le sujet sont à éviter, ainsi que les répétitions de liens vers un même terme.
- Les liens externes sont à placer uniquement dans une section « Liens externes », à la fin de l'article. Ces liens sont à choisir avec parcimonie suivant les règles définies. Si un lien sert de source à l'article, son insertion dans le texte est à faire par les notes de bas de page.
- La présentation des références doit suivre les conventions bibliographiques. Il est recommandé d'utiliser les modèles {{Ouvrage}}, {{Chapitre}}, {{Article}}, {{Lien web}} et/ou {{Bibliographie}}. Le mode d'édition visuel peut mettre en forme automatiquement les références.
- Insérer une infobox (cadre d'informations à droite) n'est pas obligatoire pour parachever la mise en page.

Pour une aide détaillée, merci de consulter Aide:Wikification.
Si vous pensez que ces points ont été résolus, vous pouvez retirer ce bandeau et améliorer la mise en forme d'un autre article.
Lee Chatametikool (en thaï ลี ชาตะเมธีกุล) est un monteur, réalisateur et producteur thaïlandais,. Il travaille souvent avec Apichatpong Weerasethakul mais aussi avec d'autres réalisateurs indépendants comme Anocha Suwichakornpong et Aditya Assarat,.

## Filmographie

### Monteur
- Blissfully Yours (2002)
- One Night Husband (Kuen rai ngao / คืนไร้เงา) (2003)
- Sayew (สยิว) (2003)
- Tropical Malady (2004)
- Shutter (2004)
- Midnight My Love (Cherm / เฉิ่ม) (2005)
- Syndromes and a Century (2006)
- Moment in June (2007)
- The Sperm (Asujaak / อสุจ๊าก) (2007)
- The Love of Siam (2007)
- Wonderful Town (2007)
- Bittersweet (2008)
- Karaoke (2009)
- Mundane History (2009)
- Oncle Boonmee, celui qui se souvient de ses vies antérieures (2010)
- Hi-So (2011)
- Cemetery of Splendour (2015)[5]
- By the Time It Gets Dark (Dao Khanong / ดาวคะนอง) (2016)
- Pop Aye (2017)
- Nakee 2 (นาคี 2) (2018)
- Manta Ray (2018)
- So Long, My Son (地久天长, Dì jiǔ tiān cháng) (2019)
- Memoria (2021)[6]

### Réalisateur
- Miami Strips, Hollywood Dreams (Muang maya, krung tida / เมืองมายา..กรุงธิดา) (1999) (court métrage)[7]
- Concrete Clouds (ภวังค์รัก) (2013) (long métrage)[8],[9],[10],[11],[12],[13],[14],[15], film produit par Apichatpong Weerasethakul[16]